# Lago de Puentes de García Rodríguez
El lago de Puentes de García Rodríguez, también llamado lago de As Pontes, es un lago artificial situado en la localidad de Puentes de García Rodríguez, en la provincia de La Coruña, España. Este lago se creó como consecuencia de los trabajos de recuperación y regeneración de la mina a cielo abierto que ocupaba el lugar del lago, de la que se extraía lignito para abastecer a la Central térmica de Puentes de García Rodríguez.
El lago artificial creado por Endesa para rellenar el hueco de la mina de Puentes se finalizó en abril de 2012. Tiene unas dimensiones de 5 km de largo, 2 km de ancho y 18 km de perímetro, además de una profundidad máxima de 206 m. Para su llenado, se utilizaron las aguas del río Eume, que atraviesa la localidad, así como la acumulación de las precipitaciones. Actualmente, el lago recibe agua de los ríos Llade, Merdelo y Maciñeira, además de las procedentes de los arroyos Uz y Chao. Además, el propio lago cuenta con dos islas ideadas para facilitar la implantación de flora y fauna en su entorno.
El lago de Puentes de García Rodríguez es el lago artificial más grande de Europa y constituye la segunda mayor reserva de agua dulce de Galicia, con 547 hectómetros cúbicos, solo por detrás del embalse de Belesar. En la actualidad, el lago cuenta con una gran flora y fauna autóctona y migratoria, con una reserva ornitológica, un espacio para la observación de aves y una playa artificial.

## Historia

### Mina a cielo abierto de Puentes
La historia del lago empieza con la explotación de la mina a cielo abierto de la que se extraía lignito para abastecer a la central térmica. Los trabajos de extracción empezaron en el año 1976. Durante el periodo en que estuvo en explotación se extrajeron más de 261 millones de toneladas de lignito y más de 697 millones de m³ de tierra, convirtiéndose en la mina a cielo abierto más grande de la península ibérica. La actividad de esta mina llevó consigo la creación de dos escombreras para depositar toda la tierra extraída así como un gran hueco central, de 288 metros de profundidad, provocado por la extracción de la tierra y del lignito. Tras 31 años de operación se decidió clausurar la mina, el 31 de diciembre de 2007.

### Proyecto de recuperación del terreno

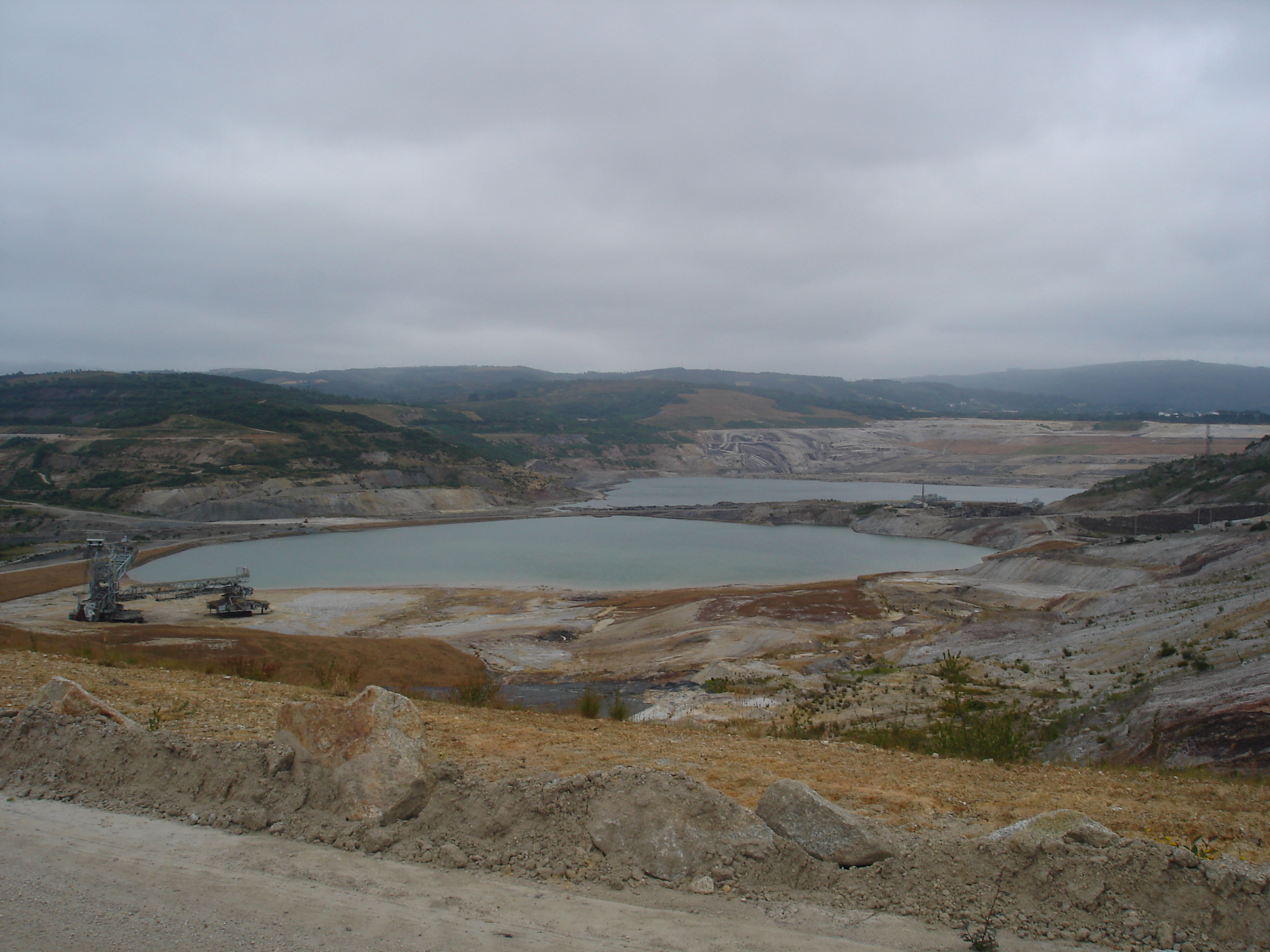
Mina de lignito de Puentes de García Rodríguez en proceso de formación del lago artificial (20 de julio de 2008)

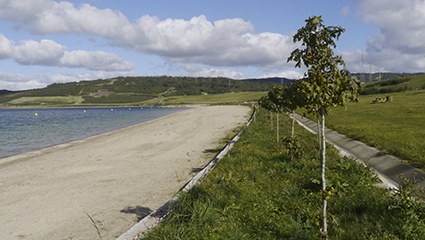
Vista de la playa artificial de Puentes de García Rodríguez

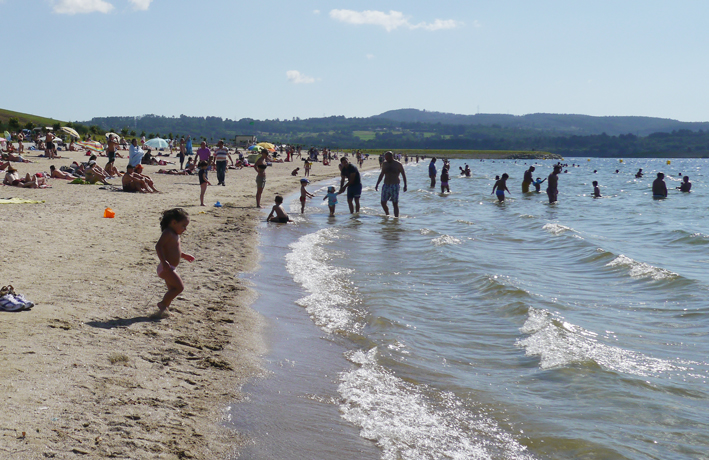
Bañistas en la playa artificial de Puentes de García Rodríguez

Una vez clausurada la mina, la empresa Endesa, propietaria de la mina, planteó a la Junta de Galicia un proyecto para rellenar el hueco dejado con 547 millones de m³ de agua. Así mismo, también se consideró regenerar los márgenes del agua embalsada, que también estaban afectados por la actividad minera. Se decidió optar por este proyecto al considerar que era el más viable para la recuperación del terreno, ya que se encontraba enclavado en medio de un valle y las lluvias acabarían por anegar el terreno. 
Para conseguir llenar todo este hueco, se necesitó derivar parte de las aguas del río Eume (96 hm³/año), las aguas superficiales de la escombrera exterior (24 hm³/año), las aguas de escorrentía del propio hueco (21 hm³/año), y las aguas de la planta TEL (8 hm³/año). Este proceso se inició en enero de 2008 y se inauguró en mayo de 2012. Este proyecto recibió numerosas críticas por parte de grupos ecologistas.[cita requerida].
El proyecto fue galardonado en varias ocasiones: con el Premio 5 DÍAS 2013, otorgado a Endesa y entregado por el ministro de Economía Luis de Guindos, por el mejor proyecto de responsabilidad social corporativa en su labor de reconversión del mayor complejo minero-eléctrico de España. El jurado ha valorado “el compromiso de la empresa con un lugar en el que ha operado durante años y como, una vez finalizada la actividad, mantiene la apuesta por regenerarlo y colaborar con la sociedad local para una reorientación de la actividad de la zona”.
En marzo del 2014, el Rey Juan Carlos entregó en el Palacio de la Zarzuela el IX Premio de la Fundación Fondo para la Protección de la Naturaleza (Fondena) al presidente de Endesa, Borja Prado, por el trabajo de la compañía en la restauración del entorno de la antigua mina de Puentes, que permitió la creación del lago y de un nuevo ecosistema.

## Ecología
A través de un estudio de la Universidad de Sevilla[cita requerida] mediante campañas de muestreo en la ictiofauna del lago, se reveló que en sus aguas viven bogas, espinosos y truchas comunes. También se ha consolidado el lago —que cuenta con dos islas— como hábitat natural para un gran número de aves acuáticas, tanto nidificantes como migratorias.

## Usos
Este espacio natural y recreativo es utilizado para la práctica de deportes náuticos como vela, windsurf o kayak. En 2017 se instaló en sus inmediaciones la tirolina más grande de Europa, con una longitud de 200 m y una altura de 10 m.
El lago cuenta con una playa artificial en la zona más próxima a la localidad, en forma de media luna y una extensión de 370 metros con zona verde y otra de arena, creada a partir de 90.000 toneladas de arena de cantera lavada. Con una temperatura media a lo largo de todo el año de 22 grados, es una de las grandes atracciones del lago.
La parte noroccidental del lago se estableció como reserva ornitológica y zona de observación de aves.